# Деревня имени Третьего Интернационала
 имени Третьего Интернационала  — деревня в Аксубаевском районе Татарстана. Входит в состав Трудолюбовского сельского поселения.

## География
Находится в южной части Татарстана на расстоянии приблизительно 19 км на юго-запад по прямой от районного центра поселка Аксубаево.

## История
Основана в 1920-х годах. 

## Население
Постоянных жителей было: в 1926 — 98, в 1970—180, в 1979—138, в 1989—100, в 2002 году 108 (чуваши 67 %, русские 29 %), в 2010 году 78.